# Рим-Гора
Рим-Гора (Рум-Гора, ориг.[уточнить] Рум-Къала) — горная вершина (останец) в Карачаево-Черкесии (Россия) и аланское средневековое городище на ней с крепостью, некогда охранявшей одно из самых древних поселений на Северном Кавказе. Самое крупное городище в Кисловодской котловине.
Гора находится у слияния рек Подкумок и Эшкакон, между аулами Учкекен и Джага, к западу от Кисловодска. Рим-Гора является ландшафтным памятником природы регионального значения (с 1978 года).
Абсолютная высота горы — 1094,3 м, относительная высота около 120—130 метров. Длина горы с северо-запада на юго-восток около 700 м, а ширина с северо-востока на юго-запад около 500 м.

## Памятник природы
Площадь памятника природы — 40 га.

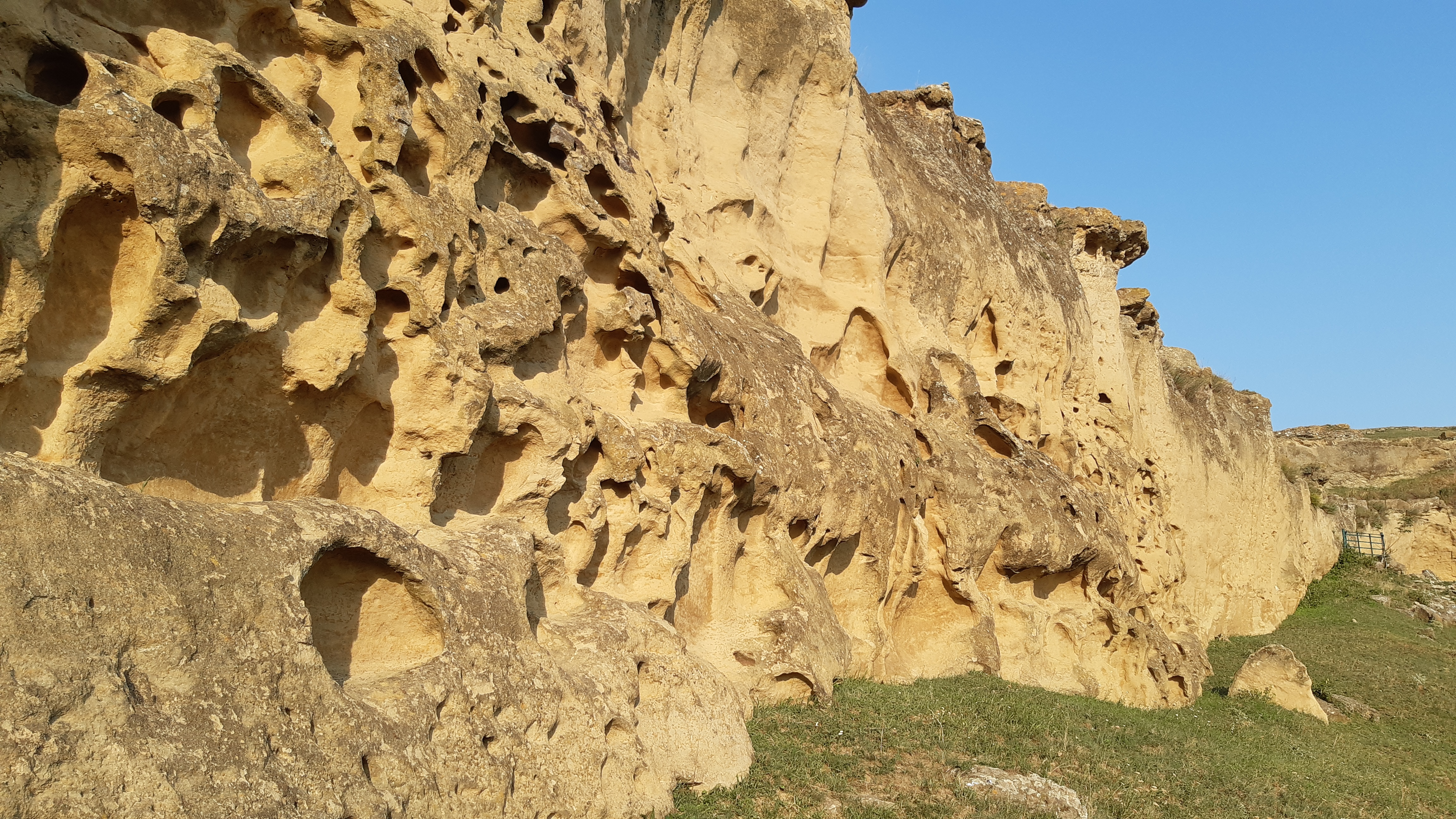
Сотовое выветривание на горе

Верхушка горы состоит и песчаника и алевролитов нижнего мела, которые защищают гору от процессов денудации. Они окружают высшую точку кольцом скал высотой от 4-5 м на севере и западе до 20 м на юге и востоке. Площадь естественной крепости — 16,3 га, длина отвесных скал, её ограждающих — 2,2 км. Песчаники предрасположены развитию сотового выветривания. В южной части горы находится грот.
Почва на Рим-Горе сложена типичными чернозёмами.
Повсеместно на горе распространена луговая растительность. Северные и западные склоны Рим-Горы являются бедноразнотравными в связи с активным выпасом домашнего скота. На нижних частях склонов произрастают пырейно-мятликово-клеверовые ассоциации. На более высоких участках склонов — котовниково-пижмовых ассоциации. Западные и восточные склоны включают пырейные, пырейно-тысячелистниковые, овсянницево-тысячелистниковые, овсяницево-плевеловые и овсяницево-клеверовые ассоциации.
На горе встречаются гадюка степная и перевязка, внесённые в Красную книгу России.

## Памятник археологии
Комплекс памятников археологии «Римгора», включает укрепление, поселение и некрополь. Площадь городища — 13,5 га. Общая площадь памятника — 117 га.
При раскопках найдены материалы VI—IX веков. Основные слои заселения — X—XII века. Найдены обгорелые зёрна пшеницы, ячменя, проса, кости животных, обломки глиняной посуды. Также на горе встречаются различные окаменелости, например, аммониты.

### Укрепление
Рим-Гора представляет собой естественную крепость, с которой была возможность контролировать долину Подкумка, подход в верховья реки, к перевалу Кум-баши и в долину реки Кубань. Обитатели Рим-Горы возвели на ней дополнительные укрепления, которые сделали эту природную крепость более надёжной. До настоящего времени сохранились остатки вала протяжённостью 750—800 м на западном склоне горы. Его наружная сторона была выложена камнем и булыжником. Северный конец вала, круто поворачивает на восток у скалы высотой 7—8 метров, нависающей над колодцем с родником, вырубленном в песчанике. Эту укреплённую часть горы с основными крепостными сооружениями соединяют три лестницы, вырубленные в камне обрывистых склонов и связанные с поселением грунтовыми дорогами. Внутри её, в 30-40 м над бастионом, находится обнажение песчаника, в котором вырублены 12 катакомб. 
Укрепление находится на высоком крупном останце у слияния рек Подкумок и Эшкакон. С запада и севера крепость окаймляло «полумесяцем» поселение на месте нынешнего села Учкекен, которое существовало ещё в античные времена. В VI веке его судьбу на тысячелетие вперёд определило обновление маршрута Великого Шёлкового пути.
В поселении возник рынок. А местные жители зарабатывали не только торговлей, но и оказанием услуг проходившим и остававшимся на ночлег была создана крепость. И по сей день по периметру Рим-Горы, особенно в восточной части, территория городища защищена 20-метровыми обрывами.

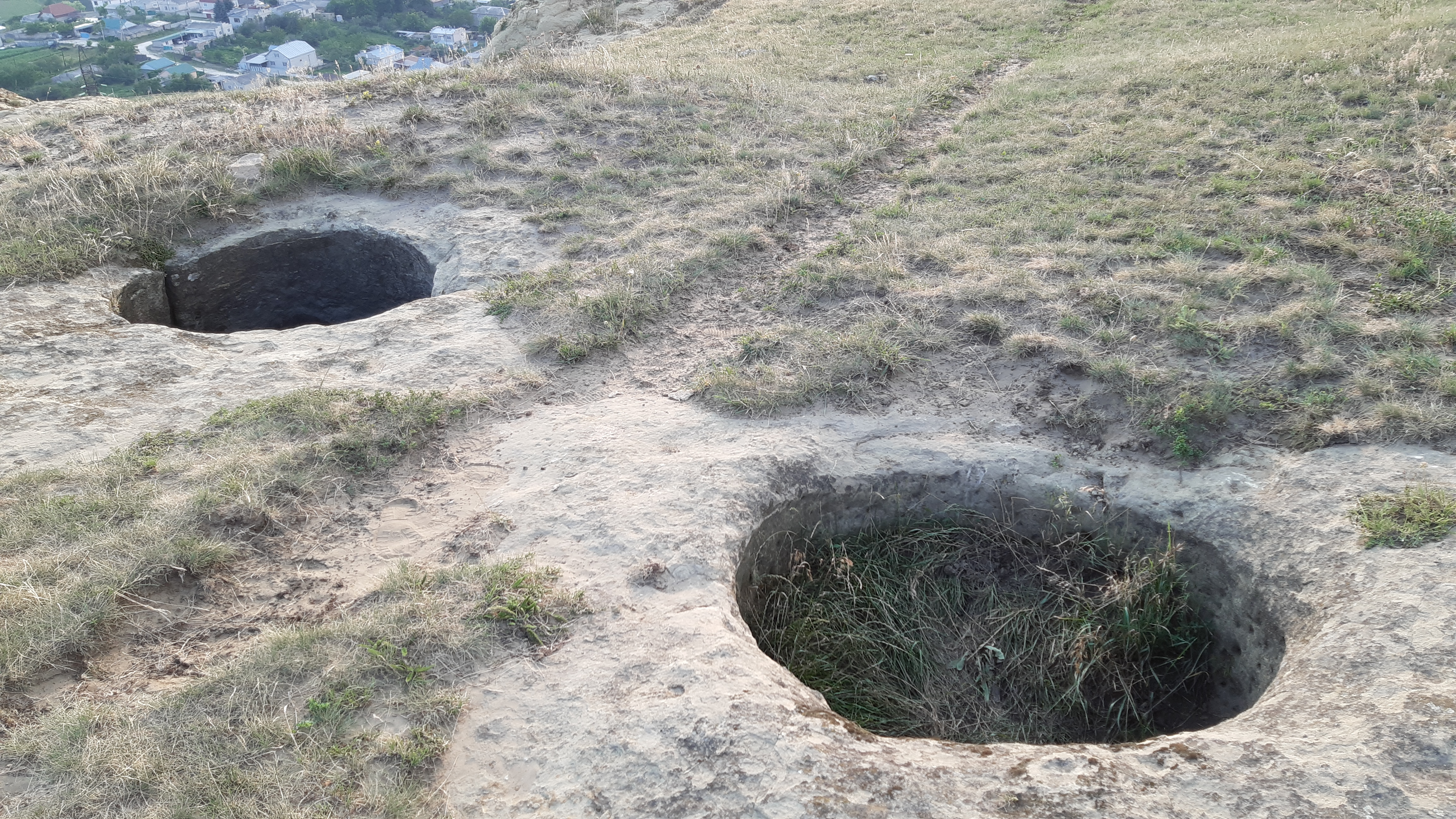
Цистерны

Сохранились выдолбленные в скалистых склонах ступени лестницы, по которым поднимались воины в цитадель, цистерны для воды и караульные помещения, также вырубленные в песчанике, пещеры овальной формы, катакомбы с изображением креста и букв IC-XC.

#### Защита
На вершине располагалось 4 башни. В уязвимых местах стояло ограждение. До наших дней сохранились две лестницы. Обе находятся со стороны Учкекена.
При этом та, что вырублена у северо-западной оконечности горы, круче и опаснее соседней, которая примыкает к горе чуть южнее. В дождливую погоду лучше не рисковать и выбирать южный подъём, состоящий из плит, а не выдолбленных в земле выемок для стопы.
Зато там где первая лестница поднимается на плато, можно разглядеть углубления в земле по обеим сторонам от тропы. Очевидно, что в них стояли столбы, на которых закреплялись ворота. Над ними в сжимающих дорожку скалах также видны выемки, в которые, вероятно, вкладывалась верхняя балка. Такая организация прохода в крепость позволяла оборонять её малыми силами от превосходящих по количеству войск противника.

### Поселение
В поселении обнаружены руины храма с крестообразным фундаментом.

### Некрополь
Крепость просуществовала 8 столетий. Многих павших воинов и жителей древнего города хоронили тут же. Рядом с плато обнаружен христианский могильник. Раскопки местного некрополя начались 1930-х годах. Археологи вскрыли несколько катакомб которые датируются VIII—IX веками. Похороненные располагались в деревянных гробах или на бересте.
В наши дни для осмотра доступны катакомбы, выдолбленные в северной стороне возвышения. Это четырёхугольные камеры, в которых обустроен цилиндрический свод. При этом они создавались довольно высокими. В отдельных углублениях расстояние до потолка доходит до 190 см.